# Гарф Борис Арнольдович
Борис Арнольдович Гарф (1907 — 1982, Москва) — радянський авіаконструктор, розробник дирижаблів. Кандидат технічних наук (1949), альпініст. Чемпіон Радянського союзу з альпінізму (1952).

## Біографія
Народився 1907 року. Дитинство провів у Франції, оскільки сім'я була політемігрантами. В 1918 році повернувся на батьківщину. Після закінчення школи вступив до МВТУ ім. Баумана на механічний факультет, спеціальність — дирижаблебудування. Згодом факультет перевели до МАІ. Після закінчення навчання потрапив до конструкторського бюро Ленінградського інституту цивільної авіації. В 1931 році бюро перевели з Ленінграду до Москви. В 1935 році звільнений з бюро через характеристику, написану начальником Хоробковським. Написавши листа Сталіну, був поновлений на роботі в Аерофлоті і, за власним бажанням, переведений до Дирижаблебудівного навчального комбінату. 
Протягом 1937—1939 рр був арештований і безпідставно репресований за «зв'язок із генералом Нобіле». Під тиском зізнався у шпигунстві, а згодом відмовився від своїх слів. Після зміни слідчого справа була закрита, а Гарф звільнений. В 1942 йде на службу в повітроплавну частину Повітрянодесантних військ, демобілізований 1947.
1946 — отримав звання майстра спорту (альпінізм). Через 2 роки став керівником збірної команди Москви з альпінізму.

## Діяльність
Закінчив МАІ (1930). Розробляв конструкції м'яких, напівжорстких і напівм'яких дирижаблів: В-2 («Смольний»), В-3 («Червона Зірка») — у 1932 році. Розробив перший радянський напівжорсткий дирижабль В-5, В-7 («Челюскінець») — у 1934, «Перемога» — 1945, В12біс («Патріот») — останній радянський дирижабль (збудований 1947 року).
Упродовж 1940—1942 брав участь у створенні низки планерів і літаків. 1942—1947 — служив у повітроплавній частині Повітряно-десантних військ, де керував будівництвом та випробуваннями дирижаблів. Розробив гондолу для прив'язних аеростатів, які використовували для підготовки парашутистів, і герметичну гондолу для стратостата.